# Abednico Powell
Abednico Powell (Gaborone, 28 de janeiro de 1983) é um futebolista botsuanense que atua como meia.

## Carreira
Abednico Powell representou o elenco da Seleção Botsuanense de Futebol no Campeonato Africano das Nações de 2012.